# Dino Tommasi
Dino Tommasi (Bassano del Grappa, 6 maggio 1976) è un ex arbitro di calcio e dirigente arbitrale italiano.

## Carriera
Promosso nel 2003 nella CAN di serie C, qui totalizza 52 presenze in serie C1 nei quattro anni di permanenza (tra cui la finale play-off del 2007 tra Avellino e Foggia e a cui si deve aggiungere la finale playoff di serie C2 del 2006 tra Ivrea e Carpenedolo) prima di essere proposto per il passaggio di categoria, su decisione dell'allora designatore Maurizio Mattei.
Debutta in Serie A il 15 marzo 2008 dirigendo Udinese-Lazio, gara terminata 2-2. Il 3 luglio 2010, con la scissione della CAN A-B in CAN A e CAN B, viene inserito nell'organico della CAN B. Il 21 dicembre 2011 svolge la funzione di quarto ufficiale in Inter-Lecce di Serie A terminata 4-1 per i padroni di casa. Nel giugno 2012 è designato dalla CAN B per dirigere una delle due semifinali di ritorno play-off, per l'accesso in serie A, tra Sassuolo e Sampdoria.
Il 2 luglio 2012, a seguito della conferenza stampa tenuta dall'A.I.A., viene confermato per il terzo anno alla CAN B. Nel giugno 2013 è designato per la finale di ritorno dei play-off per l'accesso in serie A, tra Livorno ed Empoli. Il 2 luglio 2013 viene promosso in CAN A. Al termine della stagione 2013-2014, vanta 36 presenze in serie A.
Il 1º luglio 2015, con all'attivo 54 presenze nella massima serie nazionale, viene dismesso dalla CAN A per motivate valutazioni tecniche. Poco dopo, viene inserito nell'organico degli osservatori per la CAN B stagione 2015-2016.
Il 4 luglio 2016 viene nominato presidente del Comitato Regionale Arbitri Veneto per la stagione sportiva 2016-2017, e nel 2017 viene poi riconfermato alla guida del CRA Veneto per la stagione 2017/2018 e 2018/2019.
Il 6 luglio 2019 viene nuovamente confermato presidente del Comitato Regionale Arbitri Veneto per la stagione 2019/2020 dando l'avvio al quarto mandato consecutivo.
Il 1º luglio 2020 viene nominato dal presidente Marcello Nicchi responsabile della C.A.I. (Comitato Arbitri Interregionale) per la stagione 2020/2021.